# Бэбб, Чарли
Чарльз Эймос Бэбб (англ. Charles Amos Babb, 20 февраля 1873, Милуоки, Орегон — 19 марта 1954, Портленд, там же) — американский бейсболист, шортстоп. Выступал в Главной лиге бейсбола с 1903 по 1905 год.

## Биография
Чарльз Бэбб родился 20 февраля 1873 года в Милуоки в штате Орегон в семье машиниста Эймоса Бэбба. Он был старшим из двух детей в семье. В начале 1880-х годов они переехали в Портленд, где Чарли учился в школе, а затем устроился на работу помощником сантехника. В свободное время он играл в бейсбол. В 1893 году Бэбб подписал контракт с городской полупрофессиональной командой, игравшей в независимой Орегонской бейсбольной лиге. Играл он и за другие команды из Портленда и окрестностей. Начало профессиональной карьеры тогда было затруднено отсутствием крупных лиг на Западном побережье США.
Во время одного из выставочных матчей игра Бэбба понравилась Чарльзу Комиски, в то время тренировавшего клуб «Сент-Пол Апостлс». Чарли предложили контракт на сезон 1896 года, но он предпочёл остаться на Западе, где к тому времени была организована Новая Тихоокеанская лига. Первой профессиональной командой в карьере Бэбба стали «Портленд Гладиэйторс», которых тренировал Боб Гленалвин. В 29 проведённых матчах Чарли отбивал с показателем 32,1 %, а команда уверенно лидировала в чемпионате. Однако, уже 15 июня лига была расформирована из-за низкого уровня конкуренции и падения интереса зрителей. 
Бэбб уехал на восток и в начале июля заключил контракт с «Уилинг Нейлерс», но в первой же игре совершил три ошибки в защите на второй базе и вскоре покинул команду. Совсем недолго он играл за «Толидо Суомп Энджелс», полупрофессиональную команду из Систерсвилла в Западной Виргинии и «Форт-Уэйн Фармерс» из Индианы. Все три профессиональных клуба, за которые Чарли играл в 1896 году, представляли Межштатную лигу. 
В начале 1897 года он подписал контракт с «Коламбус Сенаторз» из Западной лиги, но проиграл борьбу за место в составе Сэму Мертесу и Джиггсу Пэрротту. Бэбба отправили играть в «Форт-Уэйн», в 110 матчах за который он отбивал с показателем 32,2 %. Там же он провёл и сезон 1898 года, после окончания которого был выбран на драфте клубом Западной лиги «Индианаполис Хузиерс». В октябре того же года Чарли женился на восемнадцатилетней Агнес Маккормак, с которой прожил в браке 55 лет. Шанса проявить себя в новой команде ему не дали и в 1899 году Бэбб снова отправился в Межштатную лигу, где суммарно провёл 124 матча за «Уилинг» и «Форт-Уэйн».
В составе «Фармерс» Чарли провёл сезоны 1900 и 1901 годов, затем он снова ненадолго вернулся в «Индианаполис», а оттуда перешёл в «Мемфис Эджипшн». Переход из одной лиги в другую сопровождался спорами и Бэббу даже запрещали играть на стадионах, принадлежавших командам Американской ассоциации. Всего в 1902 году он провёл за «Мемфис» 66 матчей, отбивая в них с показателем 28,4 %. Перед стартом следующего сезона права на Бэбба за 750 долларов были выкуплены «Нью-Йорк Джайентс».
Основным шортстопом команды должен был стать Джордж Дэвис, но он приехал в Нью-Йорк, ранее подписав контракт с «Чикаго Уайт Сокс» из Американской лиги. Президент Национальной лиги Харри Пуллиам, чтобы не провоцировать конфликт, запретил Дэвису играть за «Джайентс». Тренер команды Джон Макгроу был вынужден доверить место в стартовом составе Бэббу. В Главной лиге бейсбола он дебютировал в возрасте тридцати лет 17 апреля 1903 года. Всего в чемпионате Чарли сыграл в 121 матче, отбивая с показателем 24,8 %. Его удары не отличались силой, он получал много страйкаутов, но занимал базу в 35,0 % случаев. Перед началом сезона 1904 года Макгроу подписал с Бэббом новый контракт, а затем обменял его и питчера Джека Кронина в «Бруклин Супербас».
Сезон 1904 года Бэбб провёл хорошо. Он сыграл в 151 матче, став лучшим игроком Национальной лиги по числу сделанных в защите аутов (370), отбивал с показателем 26,5 % и украл базу 34 раза. Неожиданным для многих оказался его спад в следующем году. Эффективность игры в нападении упала до 18,7 %, с позиции шортстопа его вытеснил молодой Фил Льюис и Чарли в основном играл на первой и третьей базах. Второго сентября он провёл последний матч в составе «Бруклина» и несколькими днями позже его отчислили.
Бэбб вернулся в «Мемфис» в качестве играющего тренера команды. В команде он проработал до конца сезона 1910 года. Также он тренировал команды «Норфолк Тарс», «Сент-Джозеф Драммерс», «Алтуну Рэмс», «Уичито Джобберс» и «Омаху Руркс». Свою карьеру в бейсболе он завершил в феврале 1914 года. Следующие двадцать лет Чарли с супругой жил в Мемфисе, владел продуктовым магазином, работал в химчистке. В сентябре 1941 года они переехали в Портленд. 
Чарли Бэбб скончался 19 марта 1954 года в своём доме от сердечного приступа.